# Paramakudi
Paramakudi (o Paramagudi) è una suddivisione dell'India, classificata come municipality, di 82.239 abitanti, situata nel distretto di Ramanathapuram, nello stato federato del Tamil Nadu. In base al numero di abitanti la città rientra nella classe II (da 50.000 a 99.999 persone).

## Geografia fisica
La città è situata a 9° 33' 0 N e 78° 35' 60 E e ha un'altitudine di 34 m s.l.m..

## Società

### Evoluzione demografica
Al censimento del 2001 la popolazione di Paramakudi assommava a 82.239 persone, delle quali 41.050 maschi e 41.189 femmine. I bambini di età inferiore o uguale ai sei anni assommavano a 9.575, dei quali 4.837 maschi e 4.738 femmine. Infine, coloro che erano in grado di saper almeno leggere e scrivere erano 61.035, dei quali 32.932 maschi e 28.103 femmine.